# Acanthodactylus haasi
Acanthodactylus haasi (гребнепала ящірка Гааса) — вид ящірок родини ящіркових (Lacertidae). Мешкає на Аравійському півострові. Вид названий на честь ізраїльського герпетолога Георга Гааса.

## Поширення і екологія
Гребнепалі ящірки Гааса мешкають в центральному Омані, в Об'єднаних Арабських Еміратах, а також на півночі і сході Саудівської Аравії, в районі Дахрана і Сакаки. Вони живуть в пустелях і напівпустелях, порослих сухими чагарниками. Відкладають яйця.